# Бањички логор (Отписани)
Бањички логор је седма епизода телевизијске серије „Отписани“, снимљене у продукцији Телевизије Београд и Централног филмског студија „Кошутњак“. Премијерно је приказана у Социјалистичкој Федеративној Републици Југославији 2. фебруара 1975. године на Првом програму Телевизије Београд.

## Историјска подлога
На крају ове, као и осталих епизода налази се натпис — Ова серија инспирисана је подвизима илегалаца у окупираном Београду. Лица и догађаји су измишљени. Свака сличност је случајна.

## Синопсис
Прле, Тихи и Паја заједно са тројицом омладинаца Урошем, Веском и Момом разговарају о плану како да избаве двојицу комуниста осуђених на смрт из логора на Бањици. Како би организовали акцију потребне су им немачке униформе и оружје. 
Немачки часовничар Шмит долази у своју радњу, поздравља се са својим радником Србом и разговарају о томе како је немачка војска ушла у Кијев и како побеђује на свим фронтовима. Прле и Пера Увце разговарају испред зграде Специјалне полиције и Увце Прлету показује најопасније агенте: Гојка, Лимара и шефа Специјалне полиције Мишића. Након тога, Прле даје Чибију пакет који треба да достави Перу Увцету у полицији. После се Прле поздравља са комшијом Србом уз пратњу своје девојке.
Прле и Тихи долазе код Моме и са тавана посматрају прозор где се налазе затвореници, као и сам логор. Схватају да жандарима треба 5 минута да обиђу сва стражарска места, што ће им бити довољно да обаве акцију ако буде све како треба док се не врате. Прле и Тихи одлазе, а Мома наставља са осматрањем.
Пуковник Милер на састанку официра Гестапоа говори да упркос застрашујућем обезбеђењу, број илегалних акција се све више повећава. Мајор Кригер даје предлог да не треба вешати само илегалце, већ и таоце. Такође говори да неки објекти нису довољно обезбеђени. Капетан Кениг додаје да је боље да Гестапо преузме читаво обезбеђење.
Чиби долази код своје комшинице Милице где јој помаже око сечења кромпира. Тихи говори Чибију да, ако га неко тражи, каже да је отишао код Прлета. Прле Тихи и Паја састају се на гробљу и разматрају о даљим плановима. Прлету је засметало то што Срба ради код Немаца, и да није ни за комунисте, а ни за Немце. 
Мома посматра логор и на прозору угледа број 15 - соба у којој се налазе затвореници. Притом жури да осталима пренесе новост. Паја, Урош и Веско су у кафани где планирају да узму оружје. Спири говоре да закључа врата док се Паја пресвлачи у одело за конобара. Док Паја услужује Немце пивом, Веско гаси светла и када се светла упале, опкољавају Немце и узимају им оружје. Док Тихи и Паја вечерају код стрица на шлепу, Паја говори Тихом да су омладинци са којима је узимао оружје добри и да су веома брзо извршили акцију. Гестаповац Динст долази код часовничара Шмита где хапси Србу.
Прле, Тихи и Паја су у војном купатилу, где узимају немачке униформе. Облаче се и после зезају једног жандарма. Срба је код мајора Кригера на саслушању где га Кригер испитује шта је све рекао против Трећег Рајха и фирера, на шта је Срба рекао да нацизам не мрзе само комунисти, него и сви поштени људи. Чиби скаче испред Прлета и приморава га да му каже шта смерају. Прле му говори да буде у 9 поред Момине куће.
Сви су се окупили близу логора. Прле, Тихи и Веско обучени у немачке униформе врше патролу. Онеспособљавају једног стражара и Прле од њега узима кључеве да откључа врата на улазу у логор. Двојица затвореника убијају стражара унутар логора. Чим су кренули да беже, трећи затвореник даје пиштољ Срби да им штити одступницу. Један жандарм се појављује и убија једног затвореника, а потом Срба пуца на жандарма. Чувши пуцњаву, остали жандарми излазе и Срба са њима улази у обрачун. Остала двојица затвореника беже и чује се сирена за узбуну. Срба убија још једног жандарма, а један војник иде около и иза леђа убија Србу. Затвореници излазе из логора и одлазе са Веском, а Прле и Тихи се склањају. Патрола жандарма креће у потеру за затвореницима и док излазе из дворишта логора, из сачекуше Паја почиње да пуца на њих. Урош баца бомбе и убија двојицу жандарма. Паја убија још једног жандарма и током повлачења бива рањен у раме.
Паја, Урош и Мома се склањају у Моминој кући и док Урош стражари, Момина мајка превија Пају. Прле и Тихи у немачким униформама се срећу са жандармима који су кренули у потеру и говоре им да затворенике траже у другом правцу. Урош чује да се врши претрес и њих тројица се склањају на таван. Долази патрола да врши претрес и један Момин комшија показује где је таван и агент шаље једног војника да провери има ли некога на тавану. Војник који је стражарио испред собе у болници у првој епизоди пење се на таван и одлучује да не врши претрес како га омладинци не би поново онеспособили. На крају силази доле и говори агенту да је таван празан и одлазе. На крају Паја, Урош и Мома пуше Прлетове цигарете прослављајући успешну акцију. 

## Улоге
| Глумац                  | Улога                |
| ----------------------- | -------------------- |
| Драган Николић          | Прле                 |
| Војислав Брајовић       | Тихи                 |
| Мики Манојловић         | Паја Бакшиш          |
| Данило Лазовић          | Срба                 |
| Предраг Панић           | Мома                 |
| Младен Недељковић       | Урош                 |
| Федор Попов             | Веско                |
| Еуген Вербер            | Часовничар Шмит      |
| Стево Жигон             | Кригер               |
| Рудолф Улрих            | Милер                |
| Васа Пантелић           | Крста                |
| Цане Фирауновић         | Кениг                |
| Зорица Мирковић         | Милица               |
| Александар Берчек       | Чиби                 |
| Драгомир Фелба          | стрико               |
| Михајло Бата Паскаљевић | Спира                |
| Браца Гавриловић        | Пера Увце            |
| Живка Матић             | Бранка, Момина мајка |
| Душан Вујиновић         | Лимар                |
| Предраг Милинковић      | Гојко                |
| Божидар Павићевић       | Динст                |
| Љубомир Ћипранић        | жандарм 1            |
| Стеван Миња             | жандарм 2            |
| Стојан Николић          | жандарм 3            |
| Љиљана Јошановић        | женска               |
| Слађана Матовић         | Србина девојка       |
| Бошко Кузмановић        | комшија              |
| Бата Камени             | затвореник           |
| Света Васиљевић         | чувар гробља         |
| Мирослав Михајловић     | немачки војник       |